# Lastovo
Lastovo (Lagosta em italiano e Ladestanos em grego) é uma ilha e uma comuna do condado de Dubrovnik-Neretva na Croácia. A ilha tem uma área de 46 km² e 835 habitantes, dos quais 93% Croatos. A área total da comuna é maior porque nela incluem outras 46 ilhas e ilhotas tendo assim uma área total de 56 km².
É conhecida por ser o local de nascimento do editor, comerciante e tipógrafo ragusano, Bonino de Boninis.